# Shohei Abe
Pour les articles homonymes, voir Abe.
Shohei Abe (阿部 翔平, Abe Shohei) est un footballeur japonais né le 1er décembre 1983. Il évolue au poste de défenseur.

## Palmarès
- Champion du Japon en 2010 avec le Nagoya Grampus
- Vainqueur de la Supercoupe du Japon en 2011 avec le Nagoya Grampus
- Finaliste de la Coupe du Japon en 2009 avec le Nagoya Grampus